# Achryson lineolatum
Achryson lineolatum är en skalbaggsart som beskrevs av Wilhelm Ferdinand Erichson 1847. Achryson lineolatum ingår i släktet Achryson och familjen långhorningar.
Artens utbredningsområde är Venezuela. Inga underarter finns listade i Catalogue of Life.